# Creación de lugares
La creación de lugares (placemaking en inglés) es un término urbanístico que refiere a la planificación, diseño y gestión de espacios públicos que favorezcan la vitalidad urbana, así como también la salud, la felicidad y el bienestar de las personas. 

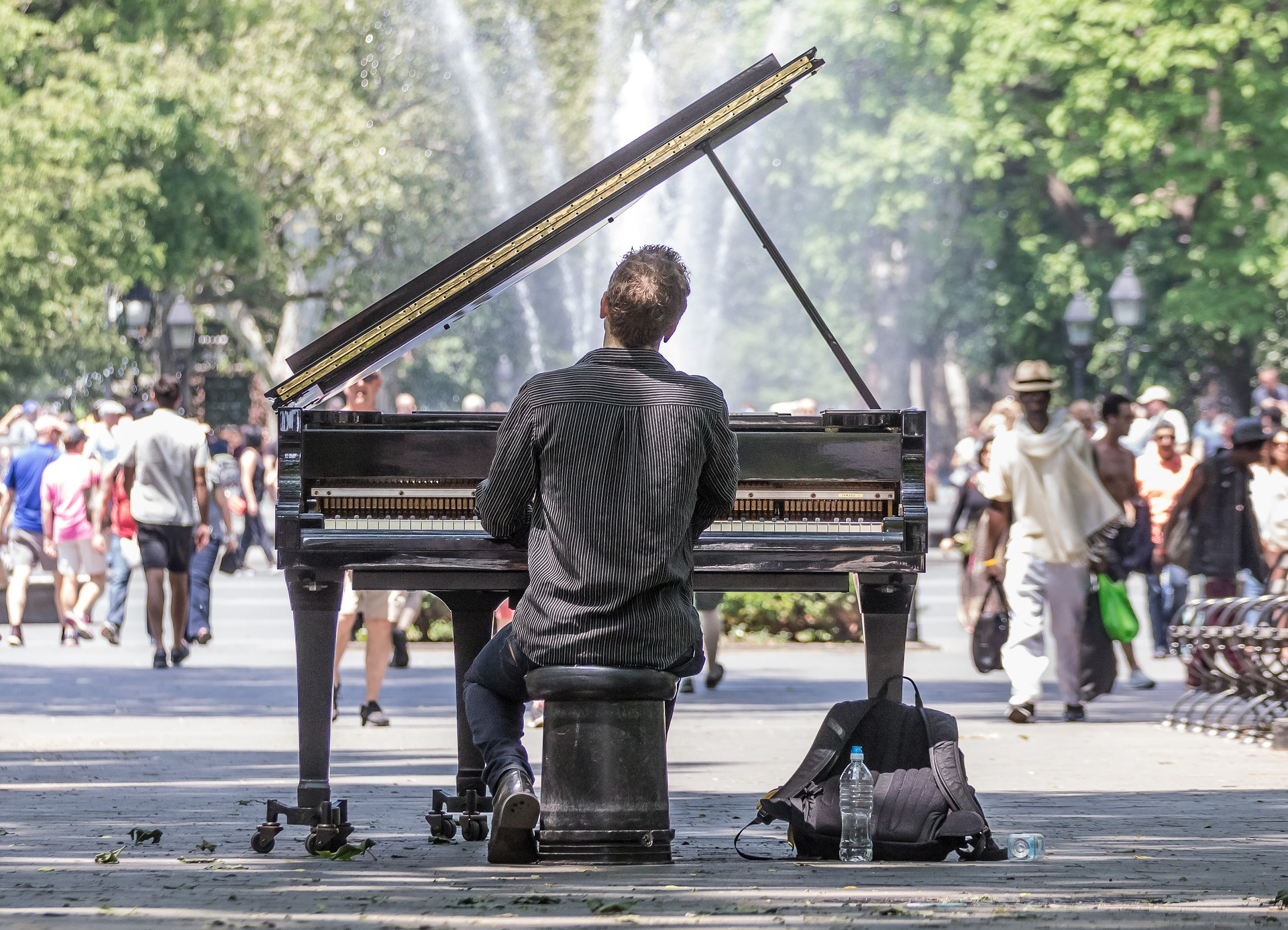
Un pianista hace uso de un piano público, aportando al sentido de lugar en Washington Square Park, Manhattan, Nueva York.

La idea está relacionada con la creación de espacios públicos que atraigan e incentiven la permanencia de las personas y no sean tan solo un lugar de tránsito.

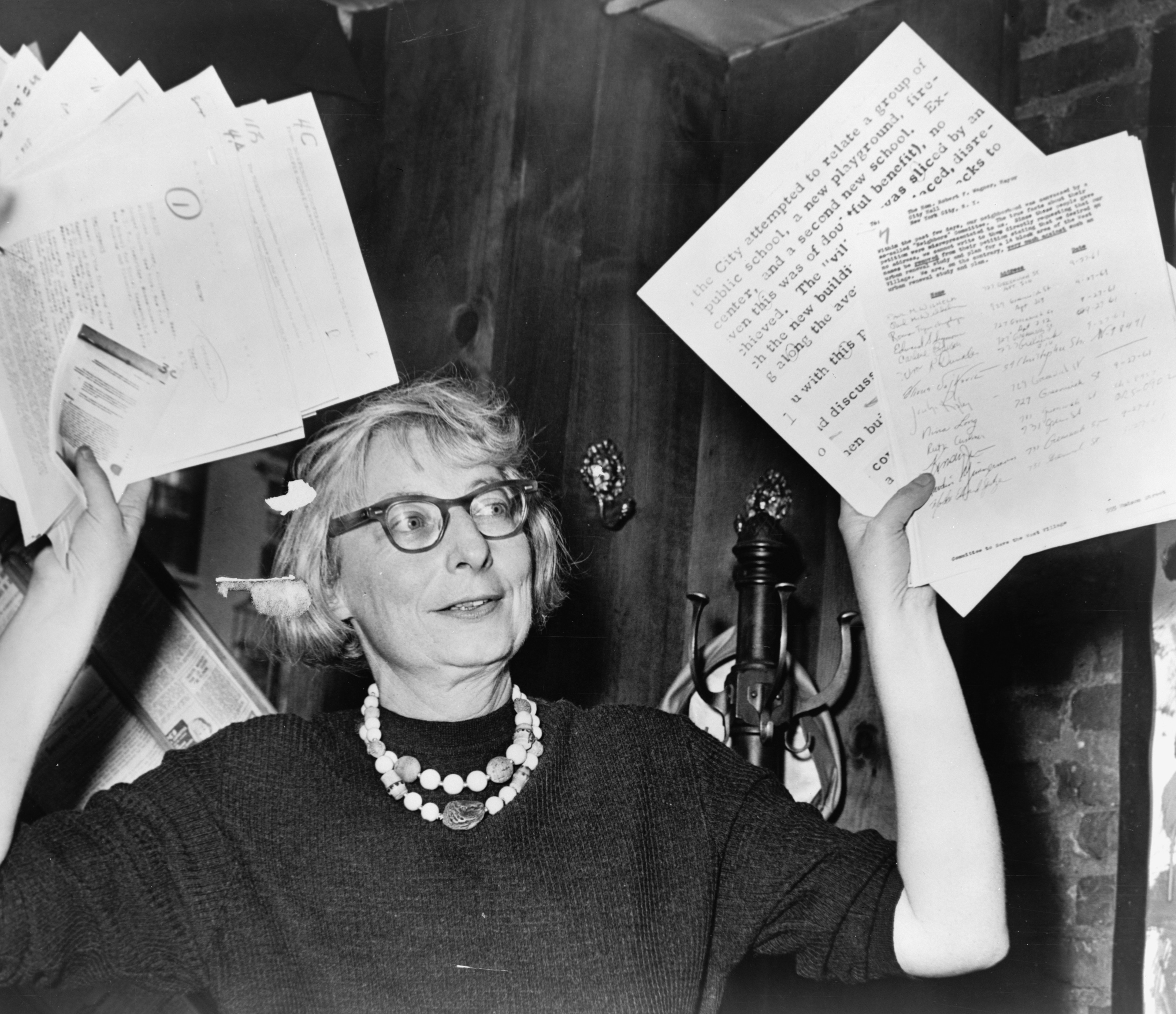
Jane Jacobs, presidenta de la comunidad para salvar el West Village, sosteniendo evidencia documentada en una conferencia de prensa en el restaurante Lions Head en Hudson & Charles Sts.

Las ideas detrás del concepto de creación de lugares o placemaking, se originaron en la década de 1960, cuando escritores como Jane Jacobs y William H. Whyte ofrecieron ideas innovadoras sobre el diseño de ciudades que atendían a las personas y no solo a los automóviles y centros comerciales. Su trabajo se centró en la importancia de los barrios animados y los espacios públicos acogedores. Jacobs abogó por la "propiedad ciudadana" de las calles a través de la ahora famosa idea de los "ojos en la calle". Whyte enfatizó elementos esenciales para crear vida social en los espacios públicos.

## Origen del término
El término comenzó a ser utilizado en la década de 1970 por arquitectos paisajistas, arquitectos y planificadores urbanos para describir el proceso de creación de plazas, parques, calles y paseos marítimos que atrajeran a la gente por ser placenteros o interesantes. El paisaje a menudo juega un papel importante en el proceso de diseño. El término placemaking alienta, a las disciplinas involucradas en el diseño del entorno, a trabajar juntas en la búsqueda de cualidades que cada una de ellas por sí sola no puede lograr.[cita requerida]
Bernard Hunt, de HTA Architects señaló que: "Tenemos teorías, especialidades, reglamentos, exhortaciones, proyectos de demostración. Tenemos planificadores. Contamos con ingenieros viales. Tenemos uso mixto, tenencia mixta, arquitectura, arquitectura comunitaria, diseño urbano, estrategia de barrio. Pero lo que parece haber sucedido es que simplemente hemos perdido el arte de crear lugares; o, dicho de otro modo, hemos perdido el simple arte de hacer lugares. Somos buenos levantando edificios, pero somos malos creando lugares".[cita requerida]
Jan Gehl dijo: "Primero la vida, luego los espacios, luego los edificios; nunca funciona al revés"; y "En una sociedad cada vez más privatizada con casas, automóviles, computadoras, oficinas y centros comerciales privados, el componente público de nuestras vidas está desapareciendo. Cada vez es más importante hacer que las ciudades sean atractivas, para que podamos conocer a nuestros conciudadanos cara a cara y experimentar directamente a través de nuestros sentidos. La vida pública en espacios públicos de buena calidad es una parte importante de una vida democrática y una vida plena.” 
Los escritos del poeta Wendell Berry han contribuido a una comprensión imaginativa del lugar y a la creación de lugares, particularmente en referencia a la ecología y economía locales. Él escribe que, "Si lo que vemos y experimentamos, si nuestro país no se vuelve real en la imaginación, entonces nunca podrá volverse real para nosotros, y estaremos separados de él para siempre. . . La imaginación es una fuerza particularizadora y local, nativa al suelo bajo nuestros pies".
En los últimos años, la creación de lugares se ha aplicado ampliamente en el campo de la Gestión Deportiva y la industria del deporte. A menudo, la idea de la creación de lugares se centra en el desarrollo inmobiliario urbano, centralizado en torno a un estadio o distrito deportivo.

## Principios de la creación de lugares
Según Project for Public Spaces, la creación de espacios exitosa se basa en once principios básicos:

### La comunidad sabe qué es lo mejor
Un aspecto importante de la creación de espacios es tener en cuenta los aportes de las personas que más utilizarán el espacio público, es decir, la comunidad a la que se destina el espacio público. Esto es importante, en cuanto es probable que los miembros de la comunidad tengan información útil sobre cómo funciona (o debería funcionar) dicho espacio, así como una perspectiva histórica del área y una comprensión de lo que les importa y lo que no a otros miembros de la comunidad.

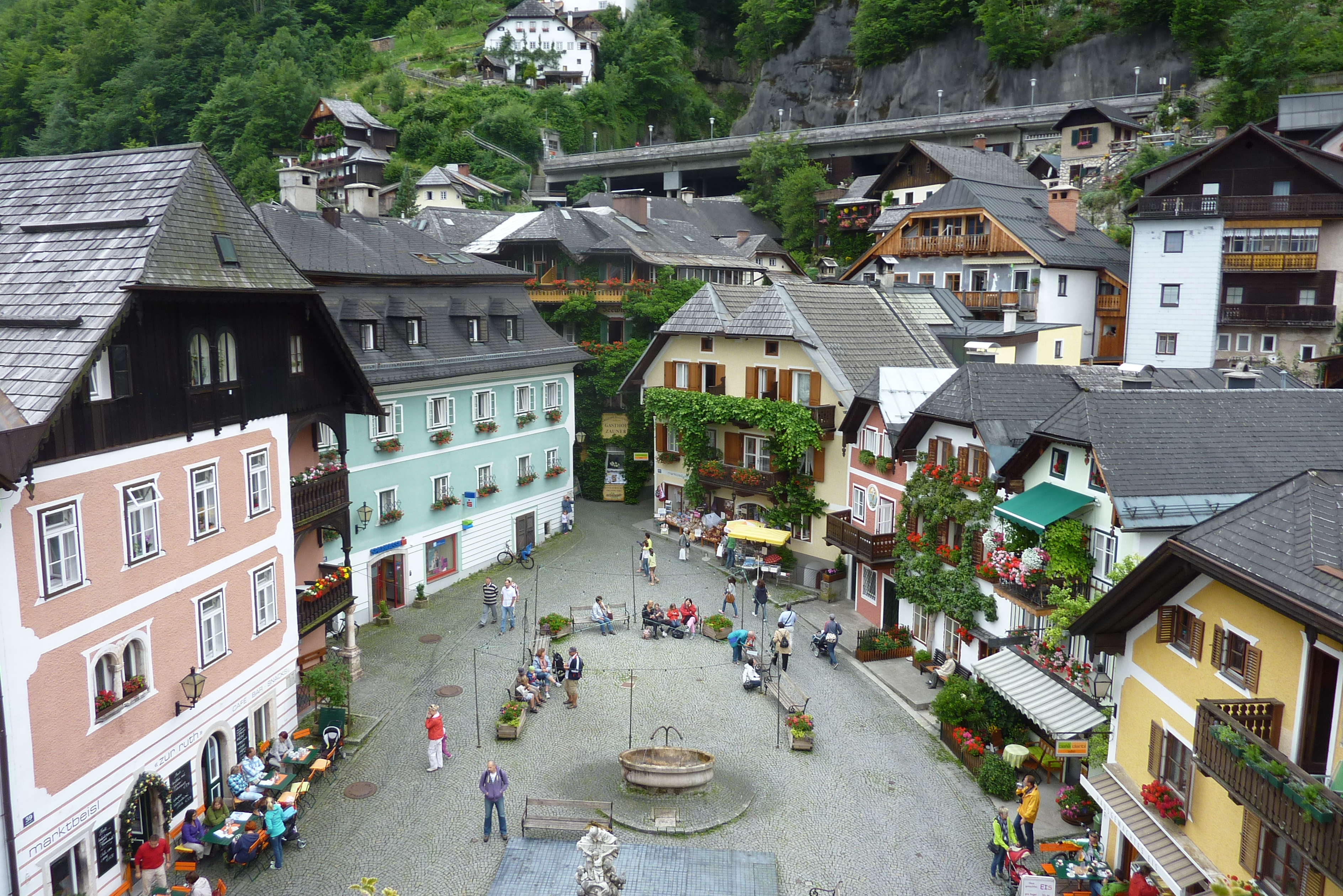
Una plaza en Hallstatt, Austria, con un ámbito público activado.

### Lugares, no diseños
La creación de espacios no se trata solo de diseñar un parque o plaza con una circulación peatonal eficiente. Implica tener en cuenta las interrelaciones entre los minoristas, los vendedores, los servicios proporcionados y las actividades que tienen lugar en el espacio, y luego ajustar el espacio con cambios en el paisaje, adiciones de asientos, etc., para hacer que todos esos elementos encajen. El resultado final debe ser una unidad cohesiva que cree mayor valor para la comunidad que la simple suma de sus partes.

### La creación de espacios es un esfuerzo grupal
Los socios para el respaldo político, financiero e intelectual son cruciales para hacer despegar un proyecto de mejora del espacio público. Estos socios pueden ser individuos, instituciones privadas o municipales, museos y escuelas.

### Hacer y actuar según las observaciones
Al observar cómo se usa un espacio público, es posible obtener una comprensión de lo que le gusta y lo que no a la comunidad, el cual se puede utilizar para evaluar qué actividades y comodidades pueden faltar en el espacio. Incluso después de que se haya construido un espacio público, la observación es clave para gestionarlo adecuadamente y mejorarlo para adaptarse mejor a las necesidades de la comunidad a lo largo del tiempo.

### Visión
Al igual que con muchos otros tipos de proyectos, un proyecto de creación de espacios requiere una visión para tener éxito. Esta visión no debe ser diseñada por una sola persona, sino que debe ser la concepción agregada de toda la comunidad.

### Paciencia
Un proyecto de creación de espacio no ocurre de la noche a la mañana. No se debe perder el ánimo si las cosas no salen exactamente como se planearon al principio, o si el progreso parece ir lento.

### Triangulación

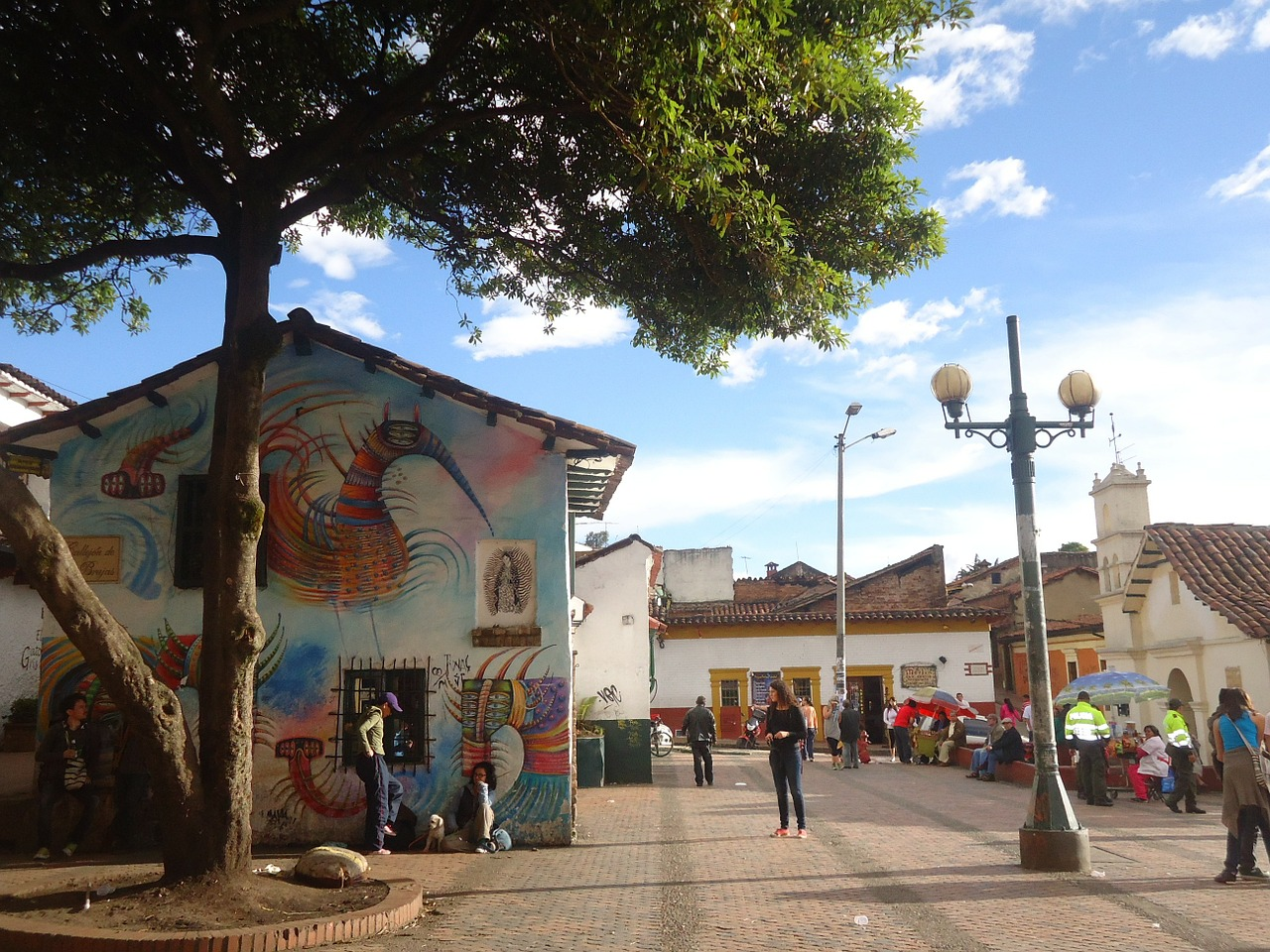
La triangulación se observa entre el mural, el café y el vendedor ambulante en la Plazoleta del Chorro de Quevedo, ubicada en La Candelaria, Bogotá, Colombia.

La triangulación, en pocas palabras, es la ubicación estratégica de las comodidades, de forma que fomenten la interacción social y se usen con más frecuencia. Por ejemplo, si la sala de lectura infantil de una biblioteca nueva se ubica junto a un parque infantil en un parque y se agrega un quiosco de comida, habrá más actividad que si estas instalaciones estuvieran ubicadas por separado.

### Ignorar a los detractores
Que no se haya hecho no significa que no se pueda hacer. Lo que sí significa es que hay pocas personas, ya sea en el sector público o privado, que tienen el trabajo de crear espacios.

### La forma apoya a la función
El factor de forma de un espacio público debe formularse teniendo en cuenta sus funciones previstas.

### El dinero no debería ser un problema
Si el establecimiento de redes y el trabajo en equipo se han ejecutado correctamente, el sentimiento público hacia el proyecto debería ser lo suficientemente positivo como para pasar por alto su costo monetario.

### La creación de espacios es un proceso continuo
La creación de espacios nunca se termina. Se pueden hacer ajustes menores para mejorar la utilidad del espacio para su comunidad con el tiempo. Además, las instalaciones y las comodidades deben ser mantenidas regularemente.

## Creación de espacios saludables: el vínculo entre ellugaryla salud
Tanto las oportunidades disponibles para las personas como las elecciones que se hacen en función de esas oportunidades tienen un impacto en la salud de las personas, las familias y las comunidades. La definición de salud de la Organización Mundial de la Salud brinda una comprensión apropiada y de amplio alcance de la salud como un "recurso para la vida cotidiana y no el objeto de la vida", y un marco importante para discutir las interconexiones entre lugar y salud . Un informe de 2016, The Case for Healthy Places , de Project for Public Spaces y Assembly Project , financiado por la Fundación Knight y que se centra en la investigación relacionada con "Shaping Space for Civic Life", ofrece información sobre la base de evidencia actual que muestra cómo se ven afectados la salud y el bienestar según el lugar donde una persona vive y las oportunidades disponibles para esta misma.

### Conectando vías azules y vías verdes a través de la creación de espacios
Hay un enfoque cada vez mayor en el uso de la creación de espacios como una forma de abordar la desconexión física entre los flujos urbanos y las vías verdes a través de la creación de espacios.

## Las artes y la creación de espacios creativos
Si bien las artes y la expresión creativa desempeñan un papel importante en el establecimiento de un sentido de lugar, el crecimiento económico y la producción también deben desempeñar un papel igualmente importante en la creación de un espacio exitoso. Estos dos factores no son mutuamente excluyentes, ya que la actividad económica de las artes y la cultura representó $ 729,6 mil millones (o 4,2%) del PIB de los Estados Unidos en 2014 y empleó a 4,7 millones de trabajadores en 2012, lo que significa que las artes pueden desplegarse como una poderosa herramienta en la creación o rehabilitación de espacios urbanos.
El director ehjecutivo de ArtPlace America, Jamie Bennett, ha identificado las siguientes cuatro herramientas utilizadas por las comunidades al implementar la creación de lugares creativos.
- Anclaje: referido a cuando una institución, organización o edificio artístico clave en el área genera tráfico peatonal adicional o funciona como una atracción regional. Estos lugares pueden atraer negocios adicionales y convertirse en una fuerte fuente de identidad para el vecindario.
- Activación: referido a cuando las artes visuales o escénicas se llevan al ámbito público y activan el espacio al mismo tiempo que crean interés, actividad y compromiso. Más personas en la calle impulsan la curiosidad por explorar y establecen una sensación de seguridad.
- Reparación: proceso de tomar espacios vacantes, subutilizados o arruinados en un vecindario y tratarlos como una oportunidad para nuevos proyectos de arte y diseño. Esto puede cambiar la forma en que las personas piensan sobre estos espacios y las oportunidades que representan.
- Planificación: Mediante el uso de las artes y las estrategias creativas de las reuniones comunitarias, es posible reforzar el entusiasmo de las partes interesadas, lo que da como resultado un aporte valioso para el diseño de la comunidad. Involucrar a artistas en el proceso de planificación puede cambiar lo familiar y permitir que los participantes se "desenganchen" mentalmente de sus nociones preconcebidas.[8]

## Lazos con la comunidad
Los buenos espacios deben hacer más que cumplir con los requisitos básicos si quieren fomentar un mayor apego a la comunidad. Un fuerte sentido de apego puede resultar en residentes más comprometidos con el crecimiento y el éxito de su comunidad. La Fundación Knight realizó un estudio para medir el apego comunitario y descubrió que había muy poca variación en los principales impulsores de las tasas de apego cuando se compararon cifras de distintas ciudades de los Estados Unidos.

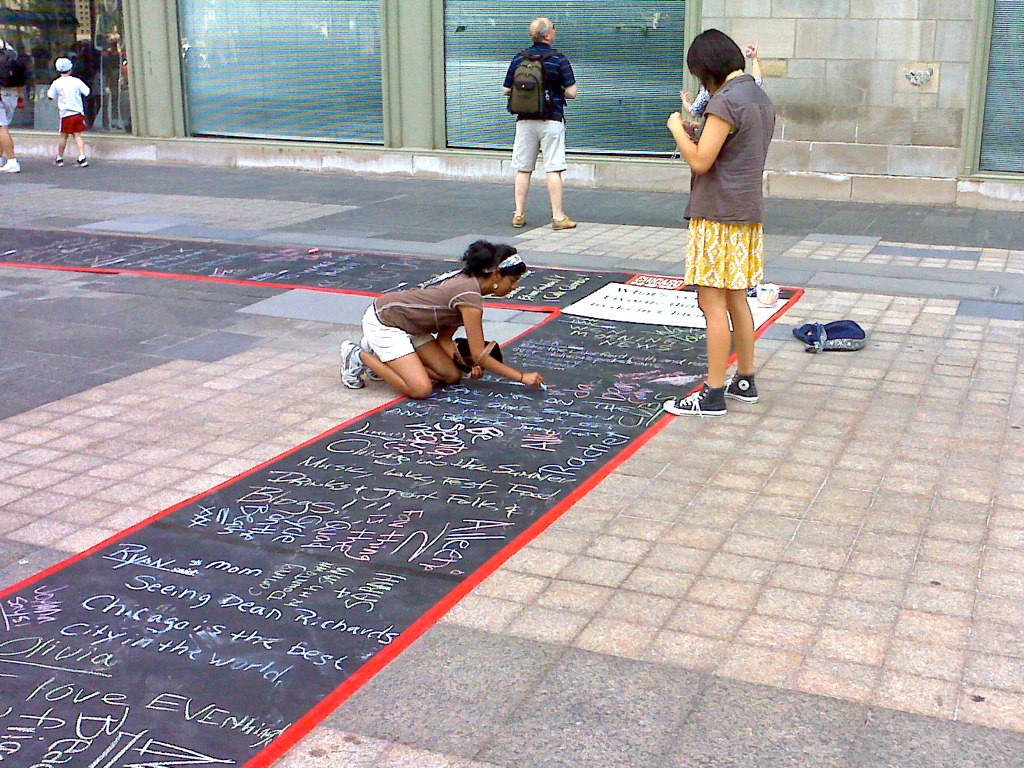
Creación comunitaria de espacios en las calles de Chicago.

### Impulsores del apego
- Ofertas sociales: lugares de reunión que fomentan las interacciones cara a cara, generan confianza con los demás y un entorno donde las personas se preocupan unas por otras. Esto incluye percepciones de una vida nocturna saludable, una escena artística y cultural y eventos comunitarios.
- Inclusividad: qué tan abierta es la comunidad a recibir una amplia gama de personas y estilos de vida. La apertura se mide por la percepción de que el lugar es bueno para personas mayores, minorías raciales y étnicas, familias y niños, homosexuales y lesbianas, graduados universitarios que buscan trabajo, inmigrantes y adultos jóvenes sin hijos.
- Estética: referido a la belleza física del lugar. Centrándose principalmente en la disponibilidad de espacios verdes abiertos, parques, áreas de juego y senderos recreativos.

## Paisajes urbanos habitables

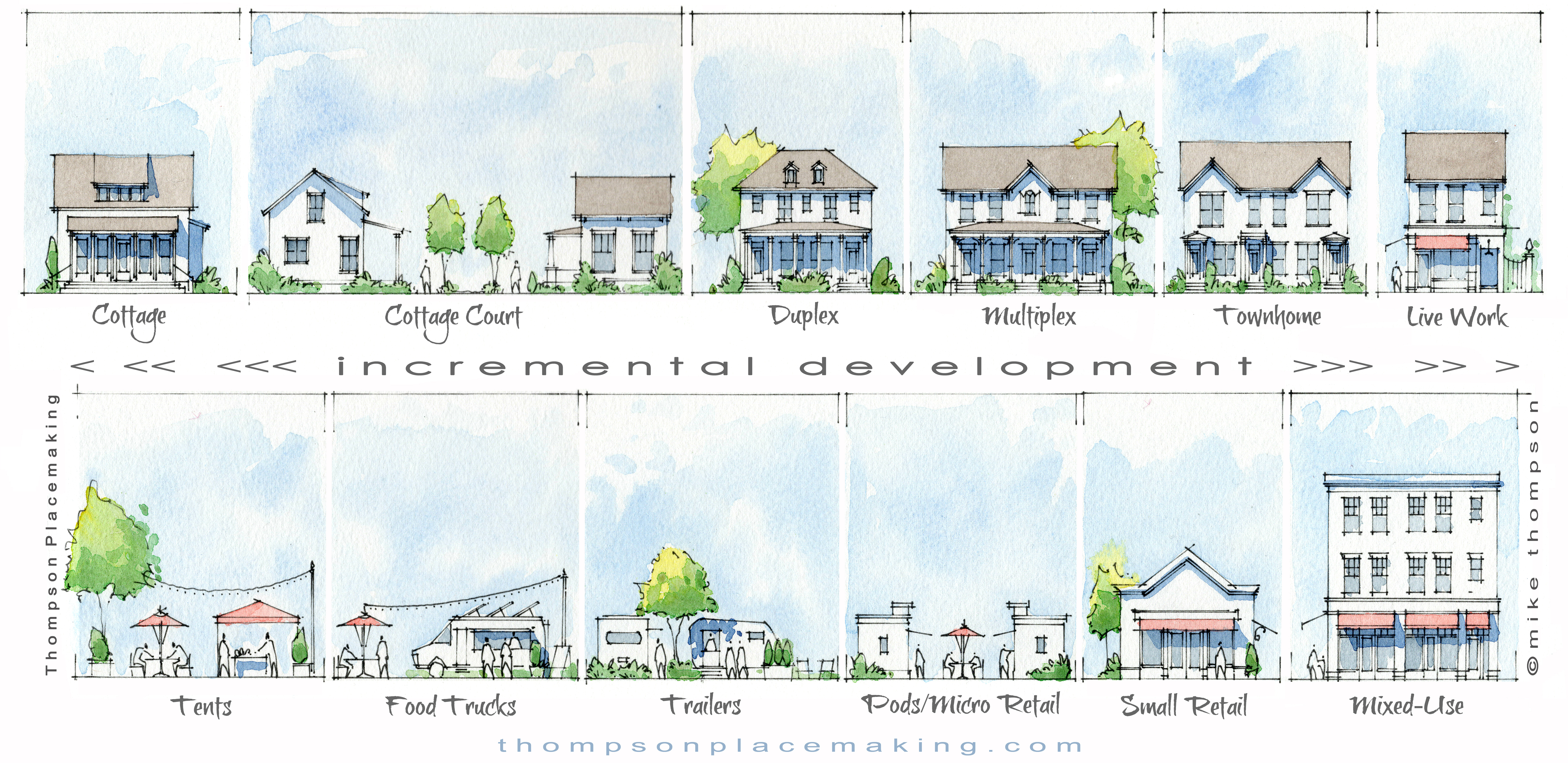
Un diagrama que muestra la representación de un artista de diferentes ejemplos de creación de espacios que los arquitectos y planificadores utilizan para mejorar las experiencias de los peatones.

Las calles son el escenario de la actividad de la vida cotidiana dentro de una ciudad y tienen el mayor potencial para generar un sentido de lugar de alta calidad. La creación efectiva de espacios en el paisaje urbano presta especial atención a la habitabilidad de las calles al representar una sensación de seguridad, un sentido de lugar, empleos, una variedad de opciones de transporte, interacciones significativas entre los residentes, atención del mismo público y un capital social. Todas estas interacciones tienen lugar en la mesoescala, la cual se describe como el nivel de observación de la ciudad entre la macroescala (lo general, el todo) y la microescala (las texturas y elementos individuales del paisaje urbano, como los tipos de farolas, texturas de edificios, etc.). En otras palabras, la mesoescala es el área observable desde los ojos humanos, como los lugares entre edificios, incluidos escaparates, aceras, árboles de la calle y personas. La creación de espacios a nivel de las calles se lleva a cabo tanto a mesoescala como a microescala. Para ser creadores de espsacios efectivos, es importante que los planificadores, arquitectos e ingenieros consideren diseñar en la mesoescala cuando diseñen lugares destinados a ser habitables, según los estándares de Whyte .

### Herramientas y prácticas de la creación de espacios
Las herramientas y prácticas de creación de espacios que se benefician de la utilización del contexto de mesoescala incluyen:
- Códigos basados en estándares
- Desarrollo de relleno
- Prácticas de silvicultura urbana
- Ingeniería civil
- Arquitectura

## Redes sociales y creación de espacios
A medida que la sociedad cambia para acomodar nuevas tecnocologías, los urbanistas y los ciudadanos intentan utilizar estas tecnologías para generar cambios físicos. Un elemento que ha tenido un impacto masivo en la sociedad occidental es la llegada de las tecnologías digitales, como las redes sociales. Los responsables de las tomas de decisiones en el ámbito urbano han intentado con cada vez mayor frecuencia planear ciudades con base en la retroalimentación aportada desde la comunidad, para asegurar el desarrollo de un espacio perdurable y habitable. Con la invención de las tecnologías sociales específicas, las comunidades han cambiado sus formas de participación, alejándose de los foros y plataformas dirigidos por los gobiernos locales, y acercándose a los grupos en redes sociales como Facebook y Nextdoor para expresar sus preocupaciones, críticas y deseos. Estas nuevas plataformas se han convertido en un tercer lugar, en referencia al término acuñado por Ray Oldenburg.
Las herramientas de redes sociales, como las previamente nombradas, son prometedoras para el futuro de la creación de espacios, ya que se utilizan para recuperar, revitalizar y activar espacios. Estos grupos y foros en línea centrados en eventos y vecindarios brindan un espacio no físico conveniente para el discurso público y la discusión a través de interacciones digitales en red para implementar cambios a un nivel hiperlocal; una teoría a la cual se refiere a veces como acupuntura urbana. Este tipo de cambio hacia un método de planificación más participativo puede conducir a la creación de lugares más relevantes, útiles e inclusivos, con un mayor sentido de pertenencia.
También se han utilizado otras tecnologías nuevas en la creación de lugares, como el proyecto basado en Wi-Fi creado por D.C. Denison y Michael Oh en la estación sur de Boston y en otros lugares de esta ciudad. El proyecto fue respaldado por The Boston Globe. El Pulse of Boston usó señales WiFi locales para crear comunidades hiperlocales en línea en cinco lugares diferentes de la ciudad.

## Personas destacables
| - Christopher Alexander - Donald Appleyard - Wendell Berry - Dan Biederman - David Engwicht - Ronald Lee Fleming | - Jon Jerde - Fred Kent - Jan Gehl - Allan Jacobs - Jane Jacobs - James Howard Kunstler | - Yi Fu Tuan - William H. Whyte - Jeff Speck - Kevin Lynch - Ray Oldenburg |

## Literatura
- La imagen de la ciudad , de Kevin Lynch (1960)
- La muerte y la vida de las grandes ciudades americanas , de Jane Jacobs (1961)
- Lugar y espacio: la perspectiva de la experiencia, de Yi-Fu Tuan (1977)
- Placemaking: el arte y la práctica de construir comunidades ] por Lynda H. Schneekloth y Robert G. Shibley (1995)
- El gran buen lugar, de Ray Oldenburg (1989)
- La ecología del lugar, de Timothy Beatley y Kristy Manning (1997)
- Cómo dar la vuelta a un lugar, de Project for Public Spaces (2000)
- The Art of Placemaking: Interpreting Community Through Public Art and Urban Design, de Ronald Lee Fleming en The Townscape Institute (2007)
- The Routledge Handbook of Placemaking, de Cara Courage, Tom Borrup, Maria Rosario Jackson, Kylie Legge, Anita Mckeown, Louise Platt y Jason Schupbach (2021)